# Miyu Nagasaki
Miyu Nagasaki (長﨑 美柚, Nagasaki Miyū) née le 15 juin 2002 à Ebina est une pongiste japonaise.
Elle a remporté une médaille d'argent aux championnats du monde de tennis de table par équipes 2018 et 2022.
En 2023, elle a remporté une médaille de bronze aux championnats du monde de tennis de table 2023 dans la catégorie double dames.